# Stephanie Pfriender Stylander
Stephanie Pfriender Stylander, née le 11 février 1960, est une photographe de mode américaine.

## Biographie
Stylander a grandi à Glen Rock (New Jersey). Elle a étudié à la School of Visual Arts et à l'Endicott College, obtenant respectivement un baccalauréat en beaux-arts et un associé en sciences de la photographie,. Après avoir obtenu son diplôme, elle a continué à assister le photographe Art Kane à New York. Sa carrière dans la photographie a commencé au début des années 1990 lorsqu'elle a déménagé à Milan et à Paris.
Les photographies de Pfriender Stylander ont été largement publiées dans des magazines du monde entier, British GQ, Conde Nast Traveler, French Glamour, Interview, Newsweek, Vanity Fair et Vogue. Elle a photographié des légendes du divertissement, telles que Bjork, Sheryl Crow, Aretha Franklin, John Hurt, Samuel L. Jackson, Lenny Kravitz, Nicole Kidman, Heath Ledger, Jennifer Lopez et Keith Richards,. Son tournage le plus remarquable est celui d'une jeune Kate Moss photographiée dans un éditorial de mode pour Harper's Bazaar Uomo, 1992.
Actuellement, Staley-Wise Gallery, New York, présente des photographies de Pfriender Stylander dans une exposition conjointe 2 Women of Style. Ses photographies ont été incluses dans des expositions à Photo London 2019, Photo Basel 2019, Festival international de la photographie de mode, Art Basel Miami, Paris Photo 2019, Photo Shanghai, et sont hébergées dans des collections privées.
Pfriender Stylander est représenté par la Staley-Wise Gallery à New York, Ira Stehmann Fine Art à Munich et la Galerie Sophie Scheidecker à Paris. Elle et son mari résident à New York.

## Publications
- The Untamed Eye, MW Editions, 2018  (ISBN 978-0-998-7018-2-0), 168 p.